# Leicester Square (Londons tunnelbana)
Leicester Square är tunnelbanestation under Leicester Square i centrala London. Stationen är en stor knutpunkt för Piccadilly line samt Northern line i Londons tunnelbana och öppnade på Piccadilly line 1906 och Northern line 1907.

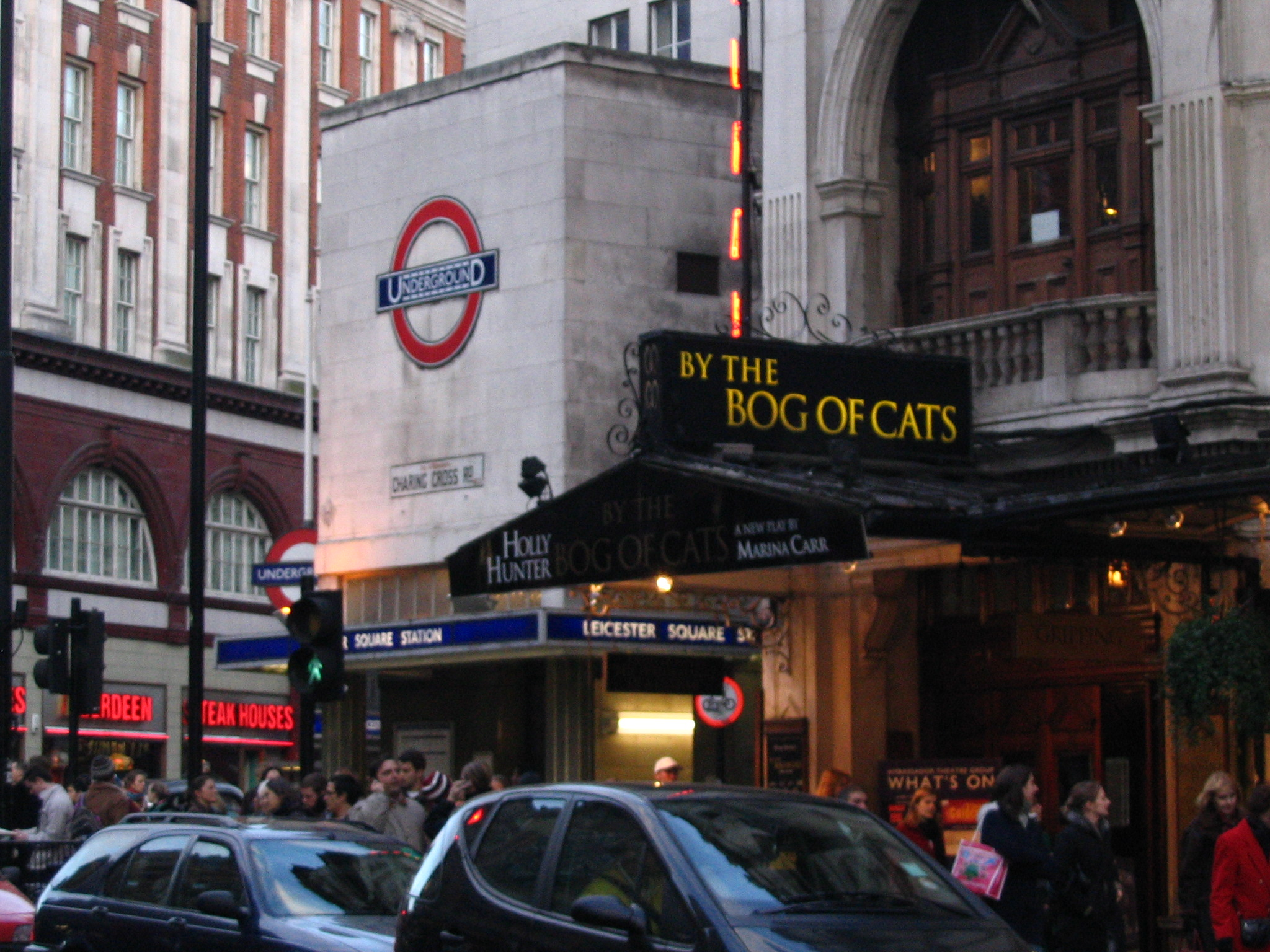
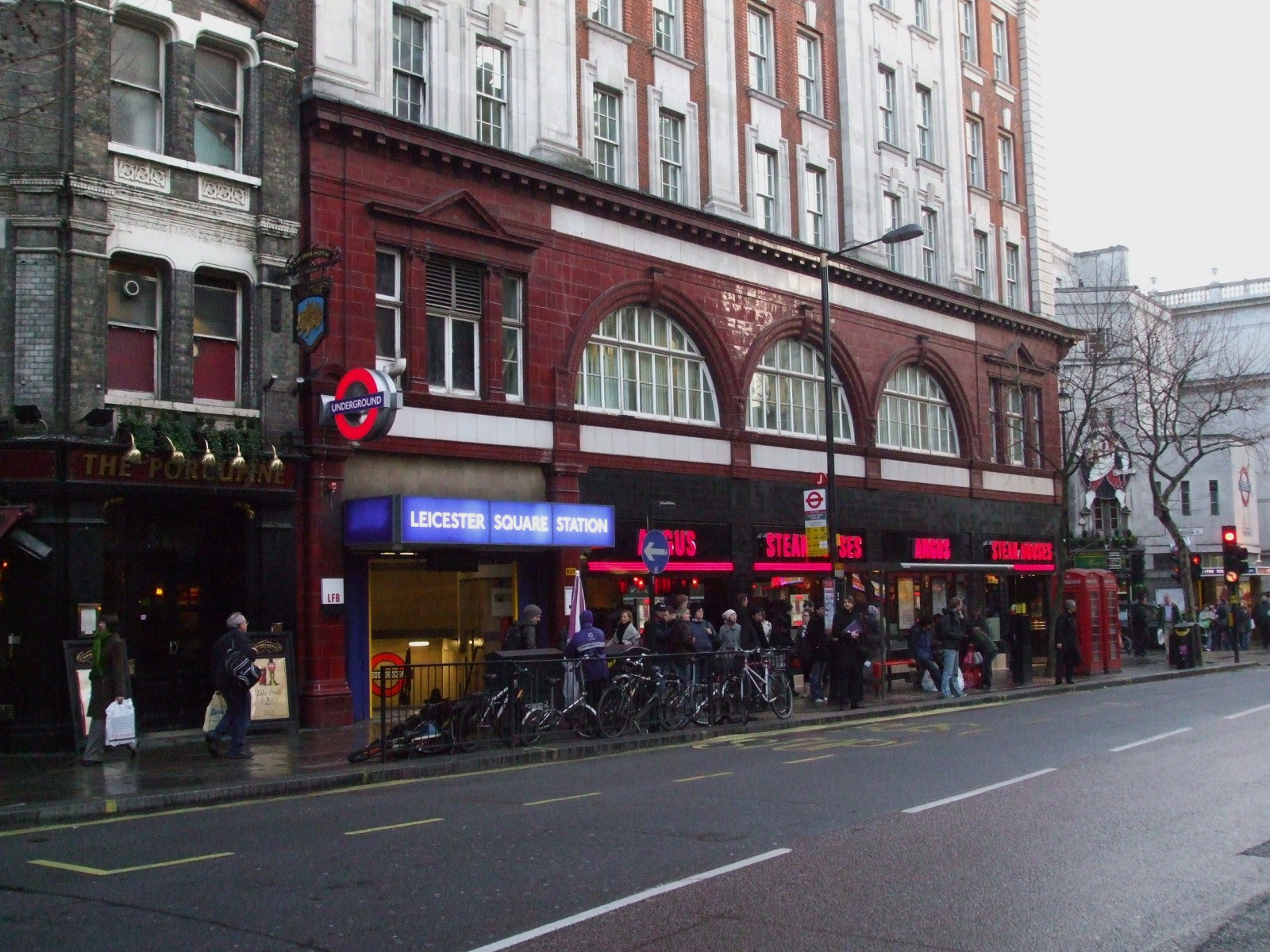
Entrébyggnad av Leslie Green.
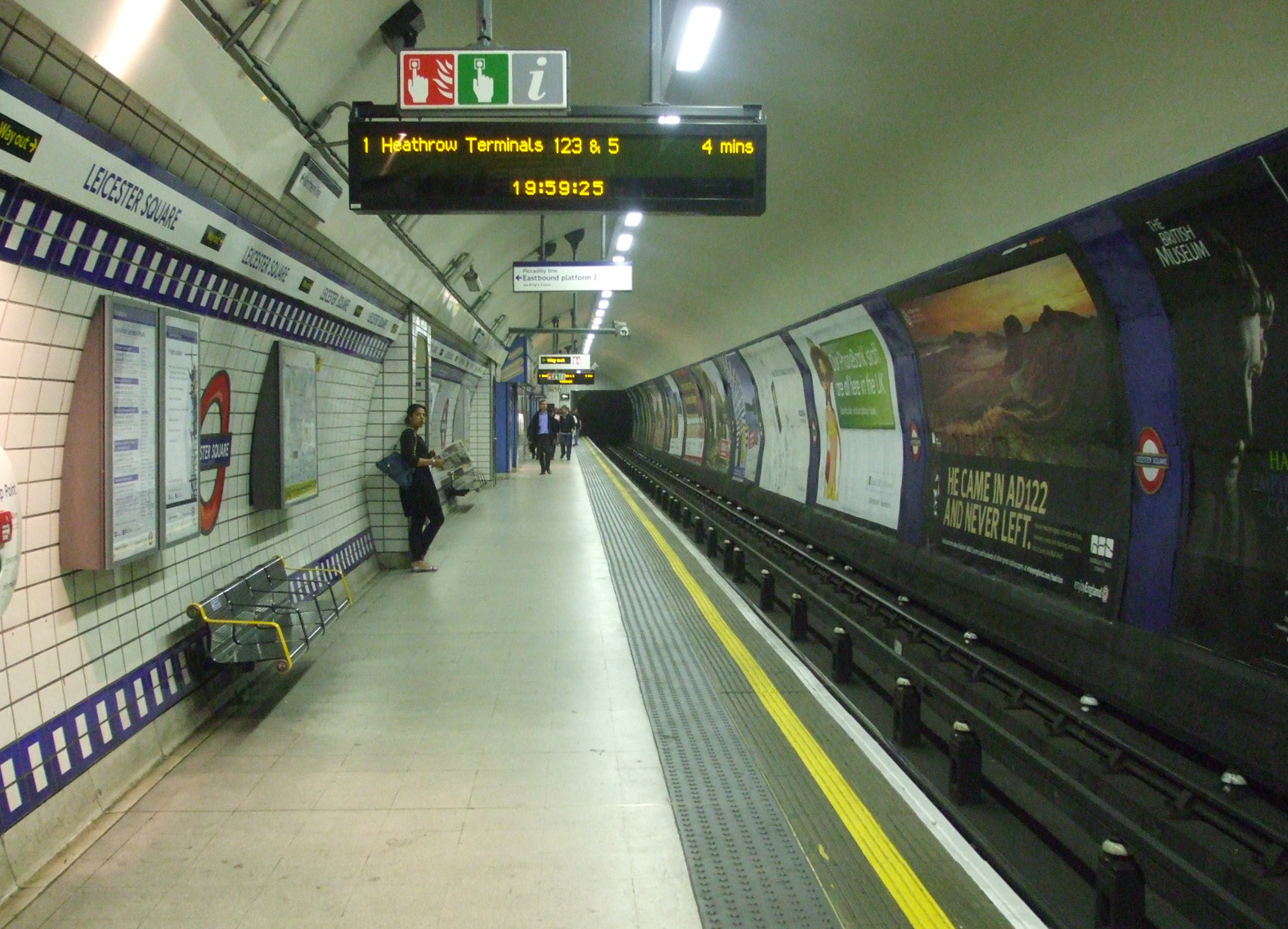
Piccadilly line
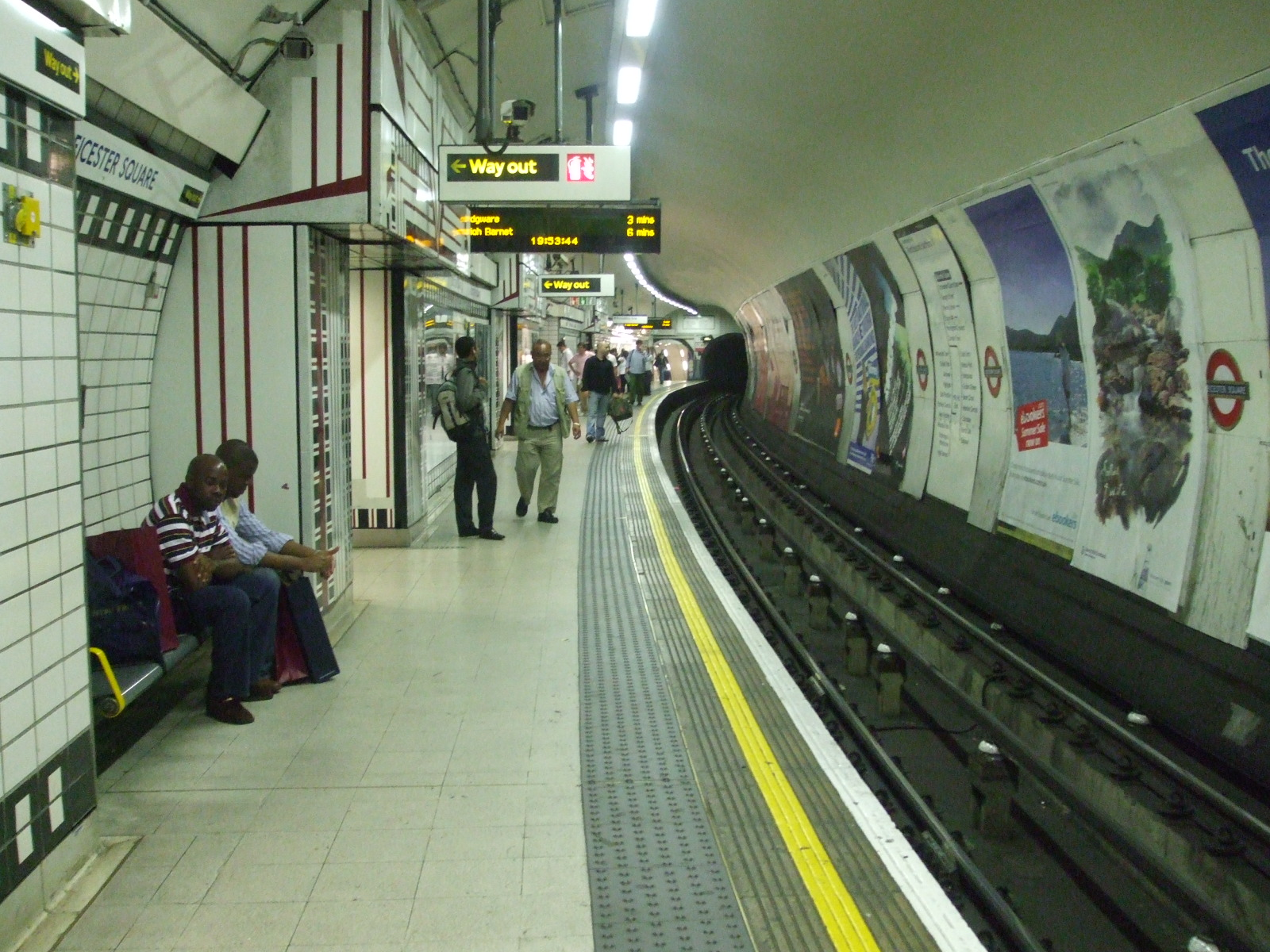
Northern line